# Goldfrapp
Goldfrapp – brytyjski duet muzyczny tworzący muzykę elektroniczną, założony w 1999 roku. Formacja składa się z wokalistki Alison Goldfrapp oraz multiinstrumentalisty Willa Gregory’ego.

## Historia
Alison Goldfrapp rozpoczęła działalność muzyczną w połowie lat 90. śpiewając w chórkach dla takich wykonawców jak Orbital i Tricky. W 1999 roku poznała kompozytora Willa Gregory'ego, z którym po kilku miesiącach znajomości założyła zespół. Tego samego roku duet podpisał kontrakt z Mute Records i rozpoczął prace nad debiutanckim krążkiem.
We wrześniu 2000 ukazała się pierwsza płyta Goldfrapp, zatytułowana Felt Mountain. Promowały ją cztery single, w tym „Utopia (Genetically Enriched)” i „Pilots”, jednak żaden z nich nie podbił list przebojów. Mimo to, płyta została ciepło przyjęta przez krytyków muzycznych, a ostatecznie zdobyła w Wielkiej Brytanii status złotej. W 2001 roku Felt Mountain nominowano do nagrody Mercury.
Black Cherry, drugi album duetu, ujrzał światło dzienne w kwietniu 2003. Prezentował brzmienie skoncentrowane bardziej wokół syntezatorowej muzyki dance, a wokalistka Alison zaprezentowała nowy image inspirowany Marleną Dietrich. Płyta dotarła do pierwszej dwudziestki sprzedaży w Wielkiej Brytanii, gdzie pokryła się platyną. Wszystkie cztery wydane z niej single – „Train”, „Strict Machine”, „Twist” i tytułowy – weszły do top 40 na brytyjskiej liście przebojów. W 2004 roku duet wyruszył w trasę Wonderful Electric Tour.
Trzecia płyta, Supernature, wydana została w sierpniu 2005 i kontynuowała brzmienie Black Cherry. Zadebiutowała na 2. miejscy listy UK Albums Chart, co było najlepszym wynikiem w dotychczasowej karierze Goldfrapp. Pierwszy singel, „Ooh La La”, dotarł do 4. miejsca na brytyjskiej liście przebojów, a kolejny, „Number 1” – do miejsca 9. Popularnością cieszył się też trzeci singel, „Ride a White Horse”. Płyta Supernature zdobyła pozytywne recenzje i została certyfikowana jako platynowa w Wielkiej Brytanii. W roku 2006 ukazało się wydawnictwo We Are Glitter zawierające remiksy z poprzedniej płyty, a w 2007 roku duet otrzymał dwie nominacje do Grammy za album Supernature i singel „Ooh La La”.
Premiera czwartego studyjnego albumu Goldfrapp, Seventh Tree, miała miejsce w lutym 2008. Była odejściem od wcześniejszego brzmienia w kierunku bardziej stonowanych kompozycji z wpływami folku. Pierwszy singel, "A&E", dotarł do 10. miejsca listy UK Singles Chart, a drugi, „Happiness” – do miejsca 25. Natomiast płyta zadebiutowała na miejscu drugim i otrzymała później status złotej.
Kolejna płyta duetu, Head First, ukazała się w marcu 2010. Muzycznie była powrotem do tanecznych, elektronicznych brzmień i czerpała inspiracje ze stylistyki lat 80. Pierwszym singlem została piosenka „Rocket”, która cieszyła się międzynarodową popularnością. Album dotarł do 6. miejsca w Wielkiej Brytanii i został nominowany do Nagrody Grammy, łącznie z nagraniem „Rocket”. W lutym 2012 wydana została kompilacja The Singles podsumowująca dotychczasowy dorobek Goldfrapp.
We wrześnu 2013 Goldfrapp wydali kolejny album, Tales of Us, będący zwrotem ku spokojniejszym brzmieniom. Płyta otrzymała przychylne recenzje i dotarła do 4. miejsca listy sprzedaży w Wielkiej Brytanii. Siódmy album duetu, Silver Eye, ukazał się w marcu 2017 i także spotkał się z sukcesem wydawniczym (miejsce 6. w Wielkiej Brytanii) oraz pozytywnymi recenzjami. W 2018 roku wydany został remiks singla „Ocean” z gościnnym udziałem Dave’a Gahana z Depeche Mode. W 2021 roku duet Goldfrapp otrzymał Nagrodę Ivor Novello.

## Dyskografia

### Albumy studyjne
- Felt Mountain (2000)
- Black Cherry (2003)
- Supernature (2005)
- Seventh Tree (2008)
- Head First (2010)
- Tales of Us (2013)
- Silver Eye (2017)

### Kompilacje
- We Are Glitter (2006)
- The Singles (2012)

### Single
- „Lovely Head” (2000)
- „Utopia” (2000)
- „Human” (2001)
- „Pilots” (2001)
- „Train” (2003)
- „Strict Machine” (2003)
- „Twist” (2003)
- „Black Cherry” (2003)
- „Ooh La La” (2005)
- „Number 1” (2005)
- „Ride a White Horse” (2006)
- „Fly Me Away” (2006)
- „Satin Boys, Flaming Chic” (2006)
- „A&E” (2008)
- „Happiness” (2008)
- „Caravan Girl” (2008)
- „Clowns” (2008)
- „Rocket” (2010)
- „Alive” (2010)
- „Believer” (2010)
- „Melancholy Sky” (2012)
- „Drew” (2013)
- „Annabel” (2013)
- „Thea” (2014)
- „Anymore” (2017)
- „Systemagic” (2017)
- „Everything Is Never Enough” (2017)
- „Ocean” (oraz Dave Gahan) (2018)